# Cocos2d
Cocos2d는 2D 게임 개발용 오픈 소스 소프트웨어 프레임워크이다. 게임과 모바일 앱, 반응형 전자책 등 GUI 기반 상호작용 소프트웨어의 개발에 사용할 수 있다.
Cocos2d는 Cocos2d-x, Cocos2d-JS, Cocos2d-XNA, Cocos2d-Swift 등 Cocos2d에서 파생된 여러 자식 프레임워크를 포함한다.
Cocos2d 커뮤니티에는 독립 편집자들이 일부 있는데, 이들은 스프라이트시트 편집, 파티클 편집, 글꼴 편집, 타일맵 편집, 또 스프라이트빌더와 코코스튜디오를 포함한 월드 에디터 분야에 기여하고 있다.

## 스프라이트와 씬
모든 버전의 Cocos2d는 스프라이트를 사용한다. 스프라이트는 단순한 2차원 이미지로 생각할 수 있지만 다른 스프라이트를 위한 컨테이너로 간주될 수도 있다. Cocos2d에서 스프라이트는 씬을 만들기 위해 게임 레벨이나 메뉴와 같이 함께 정렬된다. 스프라이트는 이벤트나 액션, 또는 애니메이션의 일부로 코드에서 조작할 수 있다. 스프라이트는 이동, 회전, 크기 조절이 가능하며, 그림 변경 등을 할 수도 있다.

## 애니메이션
Cocos2d는 액션과 타이머 집합을 사용하여 스프라이트 상에서 작업할 수 있는 기본 애니메이션 프리미티브를 제공한다. 이들은 더 복잡한 애니메이션을 만들기 위해 함께 연결, 합성시킬 수 있다. 대부분의 Cocos2d 구현체들은 사용자가 스프라이트의 크기, 스케일, 위치, 기타 효과를 조작할 수 있게 한다. 일부 버전의 Cocos2d는 파티클 효과, 셰이더를 통한 이미지 필터링 효과(워드, 리플 등)를 할 수 있게 한다.

## 지원 플랫폼 및 언어
| 브랜치        | 대상 플랫폼                                                     | API 언어                           |
| ------------- | --------------------------------------------------------------- | ---------------------------------- |
| Cocos2d       | 윈도우, OS X, 리눅스                                            | 파이썬 2.6, 2.7, 3.3+,오브젝티브-C |
| Cocos2d-x     | iOS, 안드로이드, 타이젠, 윈도우 8, 윈도우 폰 8, 리눅스, 맥 OS X | C++, 루아, 자바스크립트            |
| Cocos2d-ObjC  | iOS, 맥 OS X, 안드로이드                                        | 오브젝티브-C, 스위프트             |
| Cocos2d-html5 | HTML5-레디 브라우저                                             | 자바스크립트                       |
| Cocos2d-xna   | 윈도우 폰 7 & 8, 윈도우 7 & 8, 엑스박스 360                     | C#                                 |